# دیوید ایزروریتی
دیوید ایزروریتی (انگلیسی: David Izonritei؛ زادهٔ ۲۹ آوریل ۱۹۶۸) بوکسور اهل نیجریه است.